# Vara do Trabalho
A Vara do Trabalho, no Brasil, é a primeira instância das ações de competência material da Justiça do Trabalho.

## História
A Justiça do Trabalho foi criada na Constituição de 1934, mas só foi instituída em 01 de maio de 1941. Em 1946, após o fim do Estado Novo, a Justiça do Trabalho deixou o Poder Executivo e passou a integrar a estrutura judiciária nacional, com o Tribunal Superior do Trabalho, os Tribunais Regionais do Trabalho (TRT) e as Juntas de Conciliação de Julgamento.
Uma emenda Constitucional de 1999 extinguiu a representação classista na Justiça do Trabalho, e transformou as antigas Juntas de Conciliação e Julgamento em Varas do Trabalho. Estas juntas podiam ser presididas por juízes leigos, para passaram a ser exercidas por juízes de carreira e juízes integrantes da classe dos advogados e do Ministério Público.

## Competência, Jurisdição e Composição
As Varas do Trabalho julgam conflitos individuais surgidos nas relações de trabalho, ou seja, as controvérsias surgidas nas relações de trabalho entre o empregador e o empregado. Esse conflito chega à Vara na forma de Reclamação (ou Reclamatória) Trabalhista. A decisão proferida pelo juiz é chamada de sentença; a ela cabe recurso na segunda instância, o Tribunal Regional do Trabalho.
A Vara é composta por um juiz do trabalho titular e um juiz do trabalho substituto.